# Milton Keynes
Milton Keynes (pronuncia /ˌmɪltən ˈkiːnz/) è una città del Regno Unito del sud-est dell'Inghilterra, nel Buckinghamshire. Sita a nord-ovest di Londra, si estende su una superficie di circa 88 km² e nel 2011 contava 292 200 abitanti.

## Storia
Negli anni '60, il governo del Regno Unito decise che era necessaria un'ulteriore generazione di new towns nel sud-est dell'Inghilterra per alleviare la congestione abitativa a Londra. Dagli anni '50, a Bletchley erano state costruite abitazioni per ridurre la popolazione di diversi quartieri di Londra. Ulteriori studi negli anni '60 identificarono il Buckinghamshire settentrionale come possibile sito per una grande nuova città. La new town (informalmente e nei documenti di pianificazione, new city) doveva essere la più grande fino ad allora, con una popolazione progettata ad arrivare ad intorno 250 000 abitanti, in un'area 'designata' di 8855,7 ha.
Milton Keynes fu istituita come new town il 23 gennaio 1967, mediante l'unione dei preesistenti centri di Bletchley, Fenny Stratford, Wolverton, Stony Stratford, e altri quindici villaggi. Prende il nome dal villaggio di Milton Keynes, collocato un paio di miglia a est dell'attuale centro della città.

### Riconoscimento formale dello status di città
Milton Keynes ha partecipato ai concorsi per avere riconosciuto formalmente lo stato di città del 2000, 2002 e 2012. Tuttavia, il borough (comprese le aree rurali, oltre all'area urbana di Milton Keynes) è riuscito a vincere nel 2022, nella competizione del Queen's Platinum Jubilee Civic Honours. Il 15 agosto 2022, il Crown Office ha annunciato formalmente che la regina Elisabetta II aveva ordinato tramite lettere patenti che al Borough di Milton Keynes fosse stato concesso lo status di città. In base alla legge, è il borough, piuttosto che il suo insediamento omonimo, ad avere lo status di città; tuttavia è quest'ultimo ad essere più comunemente noto come città.

### Evoluzione demografica

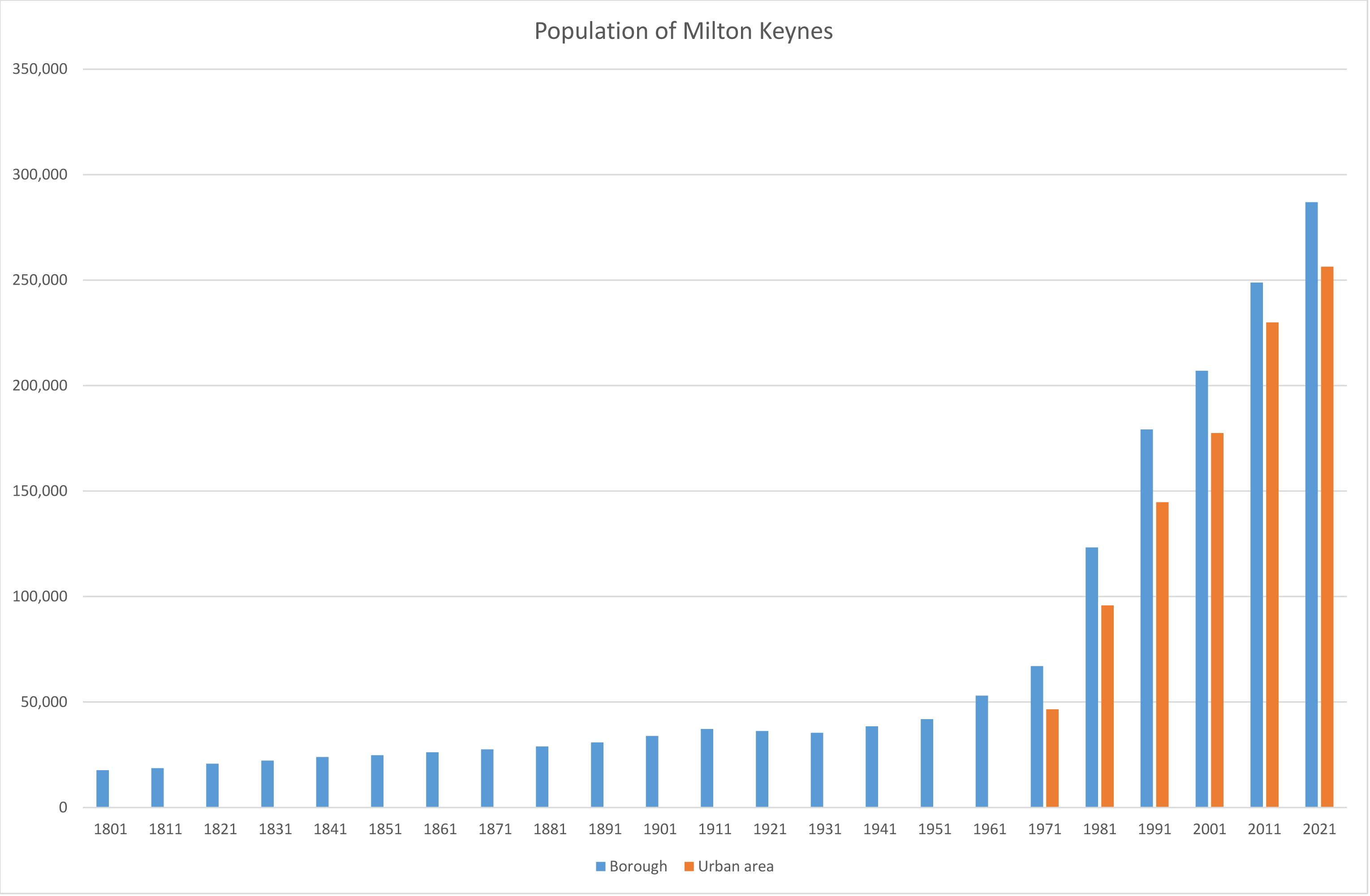
Evoluzione demografica del borough e della città dal 1801 al 2001

## Geografia fisica
La città di Milton Keynes è strutturata nel modo seguente: il centro, relativamente piccolo, è circondato da numerosi villaggi perlopiù immersi nel verde e bagnati da numerosi laghi; il più celebre è Willen Lake, dove si può praticare anche il windsurfing. Inoltre, il bacino settentrionale del lago è un santuario per uccelli.  Tutti i villaggi e gli insediamenti sono collocati nei quadranti tracciati da una rete di direttrici stradali perpendicolari. Inoltre la città è provvista di una pista ciclabile (redways) che consente di girare facilmente tutto il paese senza dover viaggiare fianco a fianco ai veicoli motorizzati. La città è attraversata dal Grand Union Canal e dal fiume Ouzel ed è delimitata al nord dal fiume Great Ouse.

## Strutture
È sede della Open University, della scuderia di Formula 1 Red Bull Racing, della squadra calcio Milton Keynes Dons, del Museo nazionale dell'elaborazione, e di Bletchley Park. La città ospita regolarmente grandi concerti all'aperto nella struttura del National Bowl.

## Sport

### Calcio
La squadra principale della città è Milton Keynes Dons Football Club, militante nella Football League Two, la 4ª serie inglese di calcio. 
Milton Keynes è inoltre la città natale del calciatore Dele Alli e della calciatrice Leah Williamson, capitana della Nazionale di calcio femminile inglese e difensore della Arsenal Women Football Club.

### Formula 1
Nella città si trova la Casa base della Red Bull Racing, scuderia di Formula 1 vincitrice di 6 campionati costruttori e 8 campionati piloti.

## Amministrazione

### Cooperazione internazionale
Sebbene Milton Keynes non sia gemellata con altri paesi, negli anni ha collaborato con città di tutto il mondo. Il contatto più intenso è stato con la città olandese di Almere. Dal 1995, per alcuni anni, la città ha collaborato con Tychy, in Polonia. A causa del gemellaggio della città di Milton Keynes con il circondario di Bernkastel-Wittlich, la città ha collaborato con la città di Bernkastel-Kues. Nel 2017, Milton Keynes ha collaborato con la città di Yinchuan.

## Galleria d'immagini

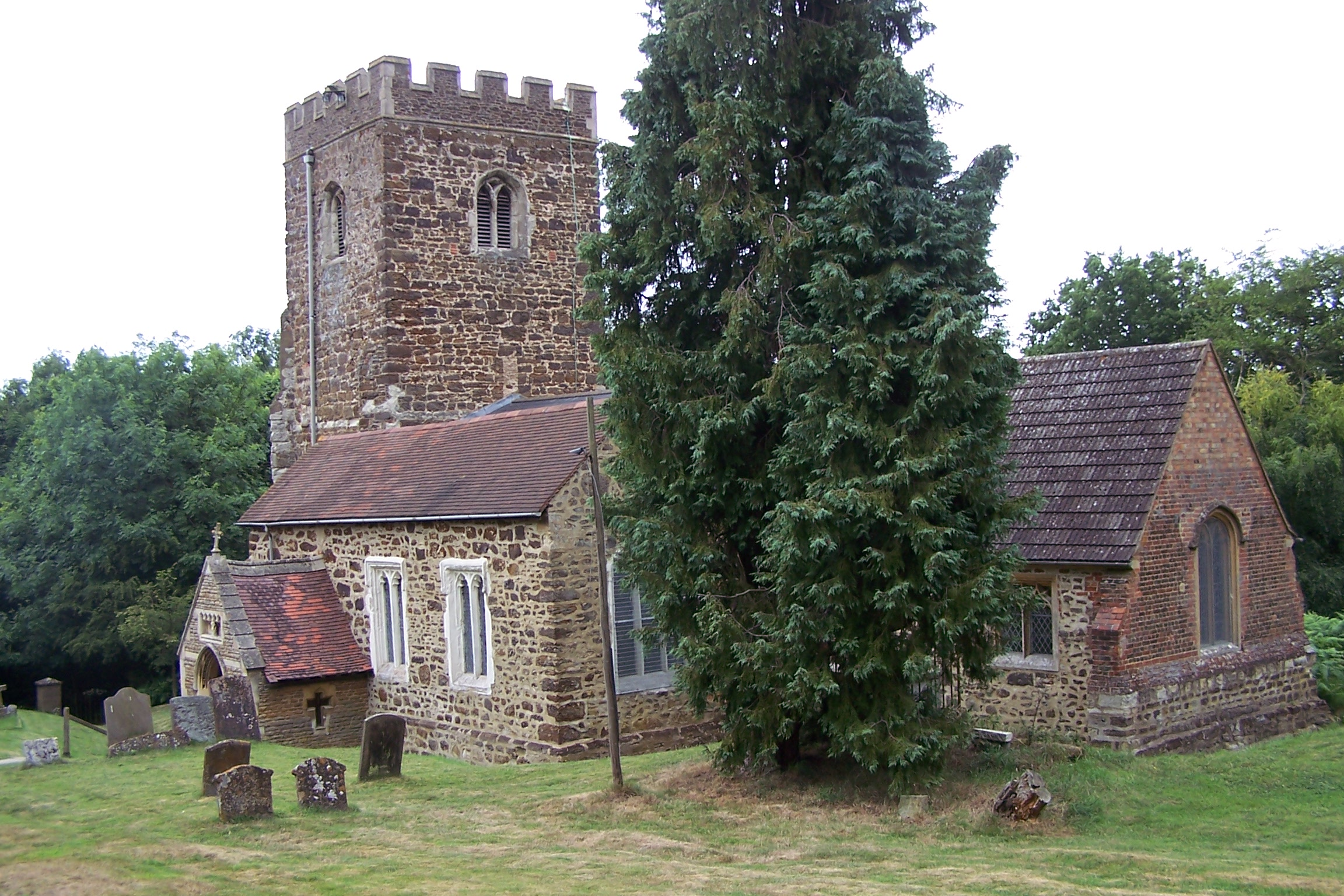
All Saints
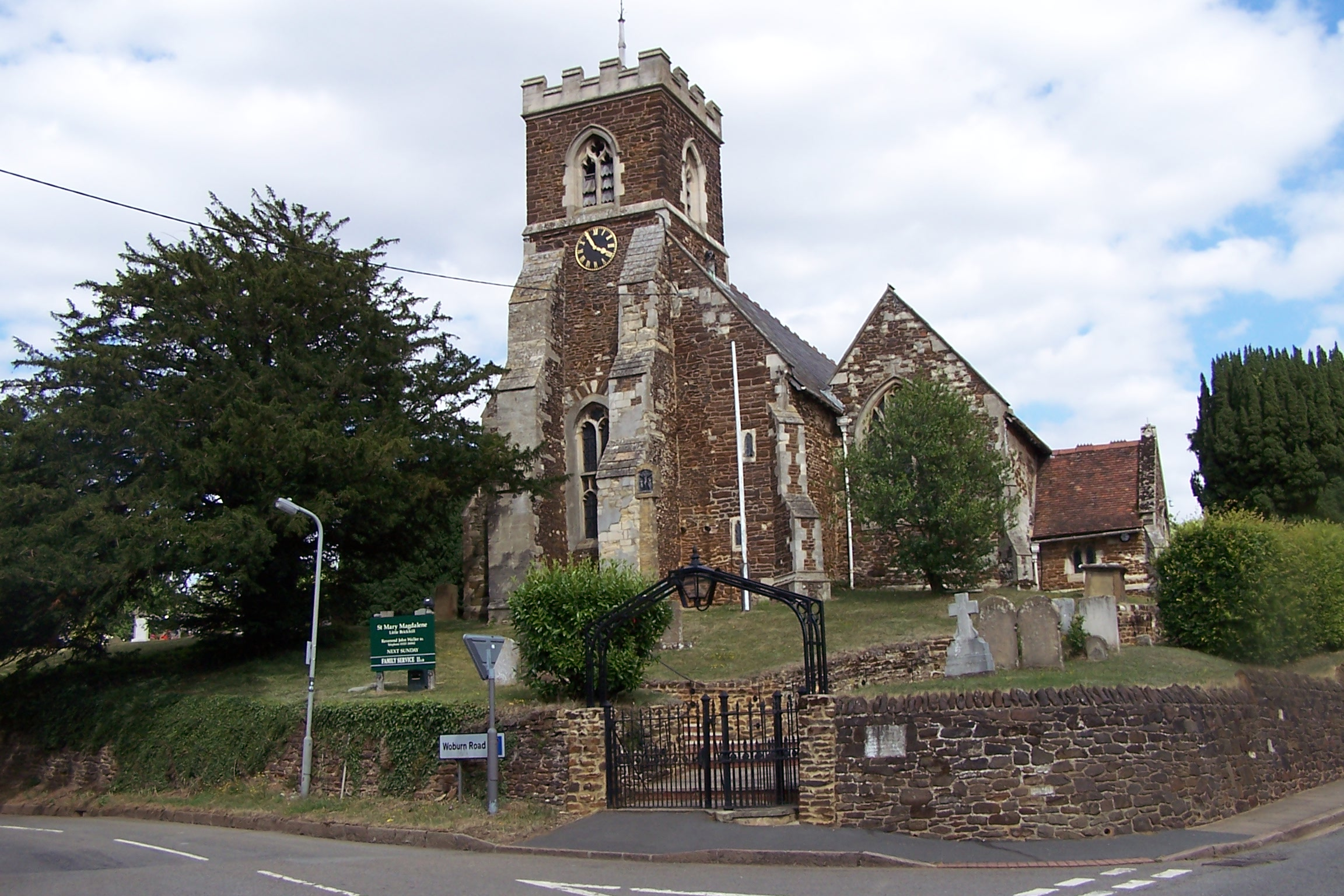
St. Mary Magdalene
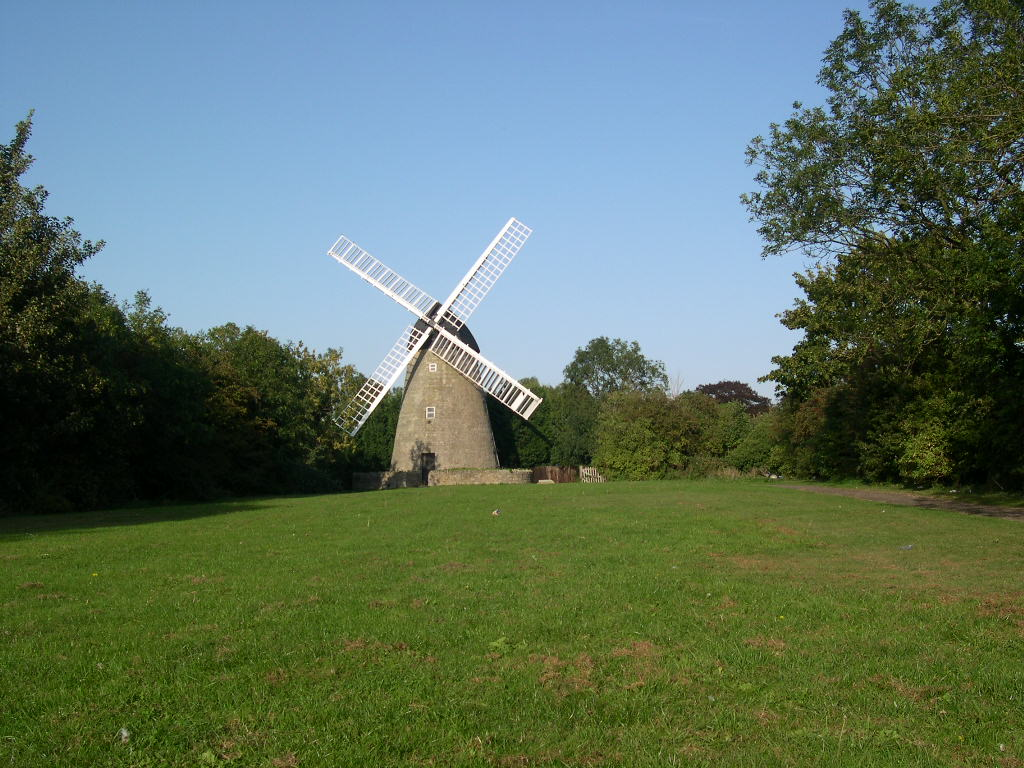
Mulino a vento
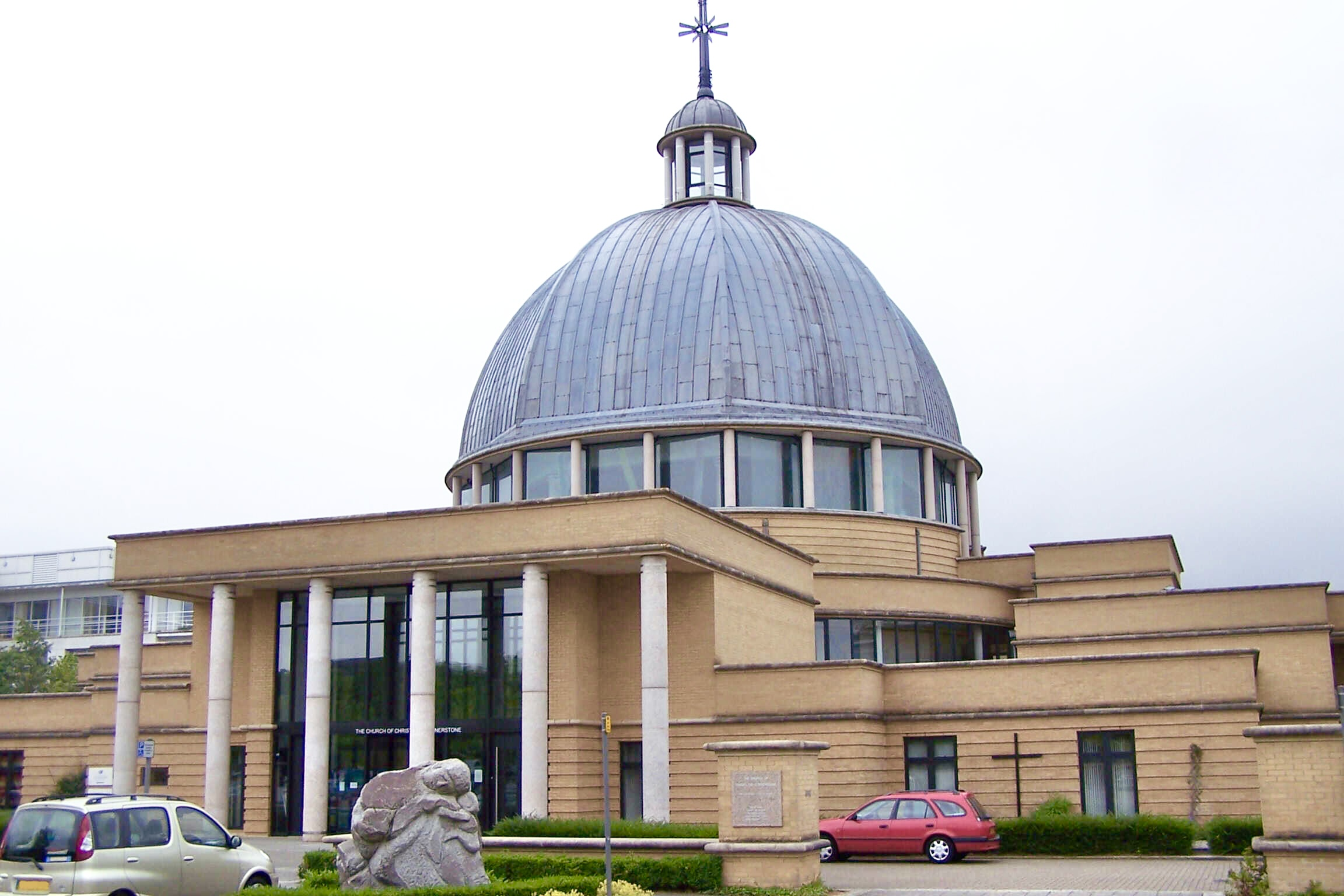
Ecumenical Church of Christ the Cornerstone